# Ledetone
En ledetone bruges i musikken som den tone, der virker ledende til en anden tone. Eksempelvis i en C-dur-skala fungerer den sidste tone h som ledetone til c, da h er den sidste tone i skalaen og kun har et halvtonetrin eller en lille sekund op til c, som er grundtonen i skalaen.